# Anton Leydolt
Anton Eduard Leydolt, též Anton Leydold (22. ledna 1814 Slavonice – 22. října 1885 Vídeň), byl rakouský politik německé národnosti z Moravy, v 2. polovině 19. století poslanec Říšské rady.

## Biografie
V letech 1867–1873 byl starostou Fünfhausu u Vídně. Ve Fünfhausu se po něm v současnosti jmenuje ulice Leydoltgasse. Původní profesí byl poštmistrem. Byl též čestným občanem Slavonic, kde v mládí působil jako povozník. V roce 1882 se uvádí jako prezident Jednoty dolnorakouských poštmistrů.
V zemských volbách v roce 1870 byl zvolen na Moravský zemský sněm za městskou kurii, obvod Dačice, Telč, Slavonice, Jemnice. Mandát zde po krátké přestávce získal i v zemských volbách v září 1871. Zemský sněm ho roku 1871 delegoval i do Říšské rady (celostátní parlament, volený nepřímo zemskými sněmy). Na mandát v Říšské radě rezignoval na podzim 1872, aby umožnil místo něj nástup Eduarda Sturma. Stranicky se profiloval jako německý liberál (takzvaná Ústavní strana, liberálně a provídeňsky orientovaná, odmítající federalistické aspirace neněmeckých etnik).